# St.-Anna-Kirche (Opfikon-Glattbrugg)

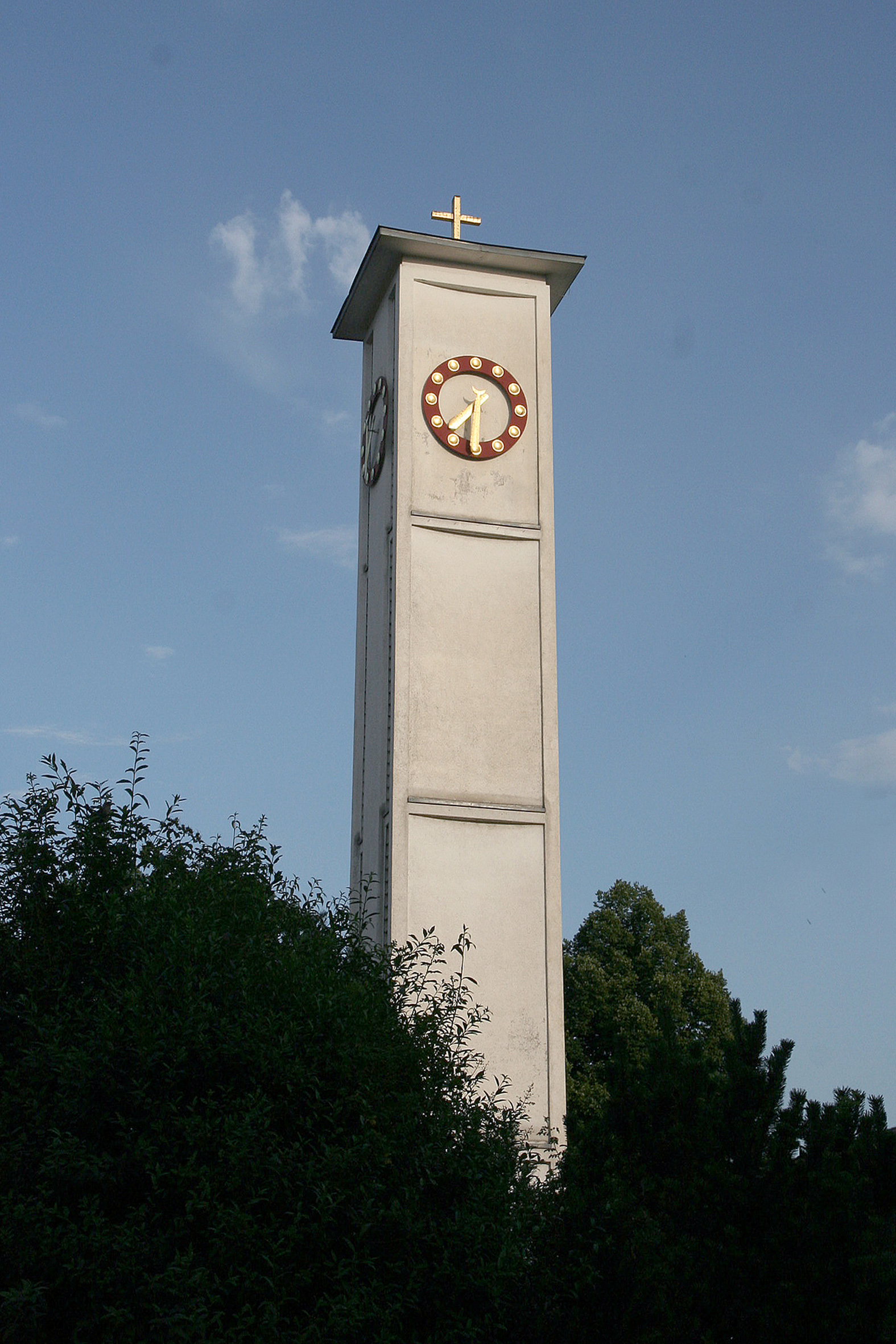
Kirchturm der St.-Anna-Kirche

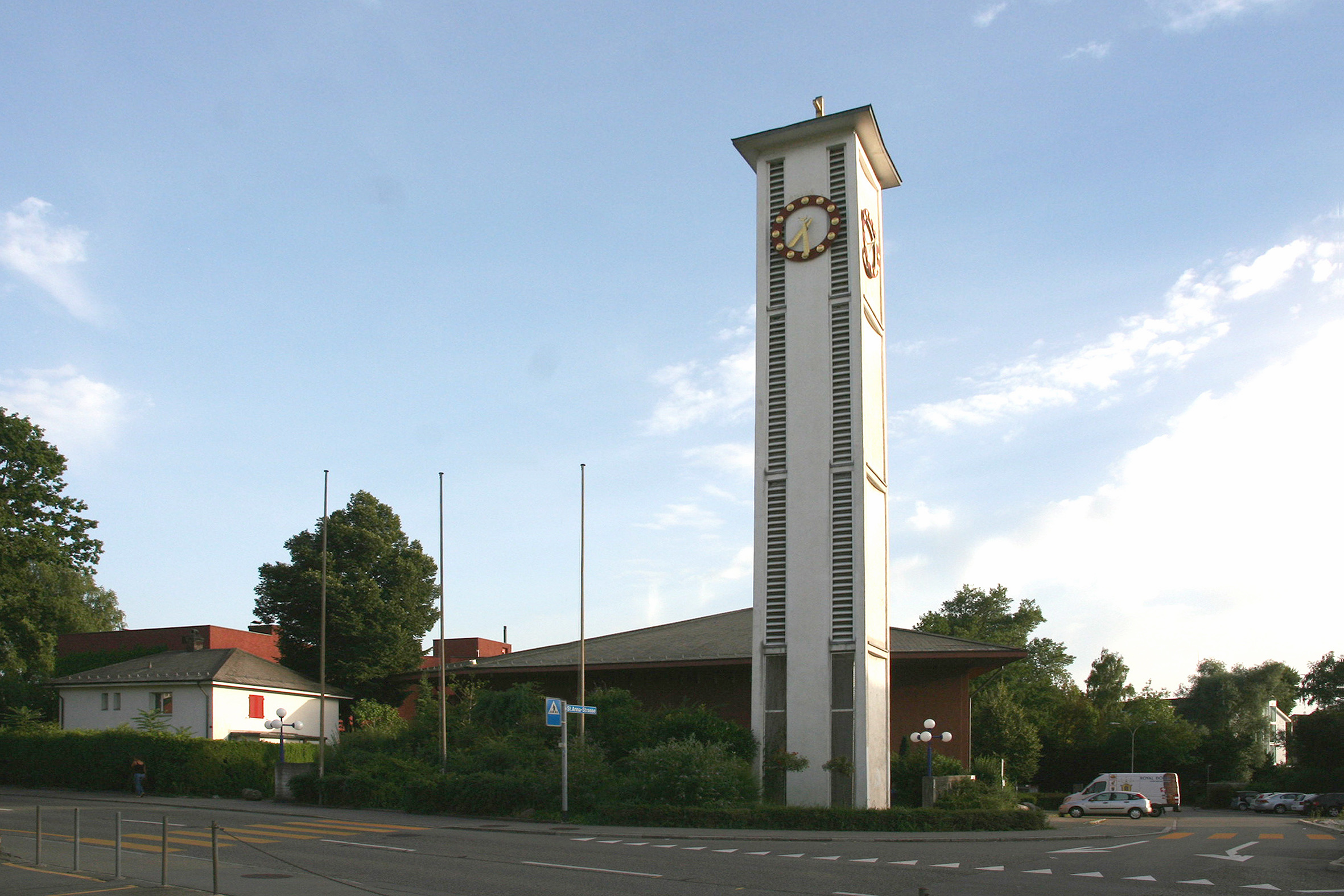
St.-Anna-Kirche, Ansicht von der Wallisellenstrasse

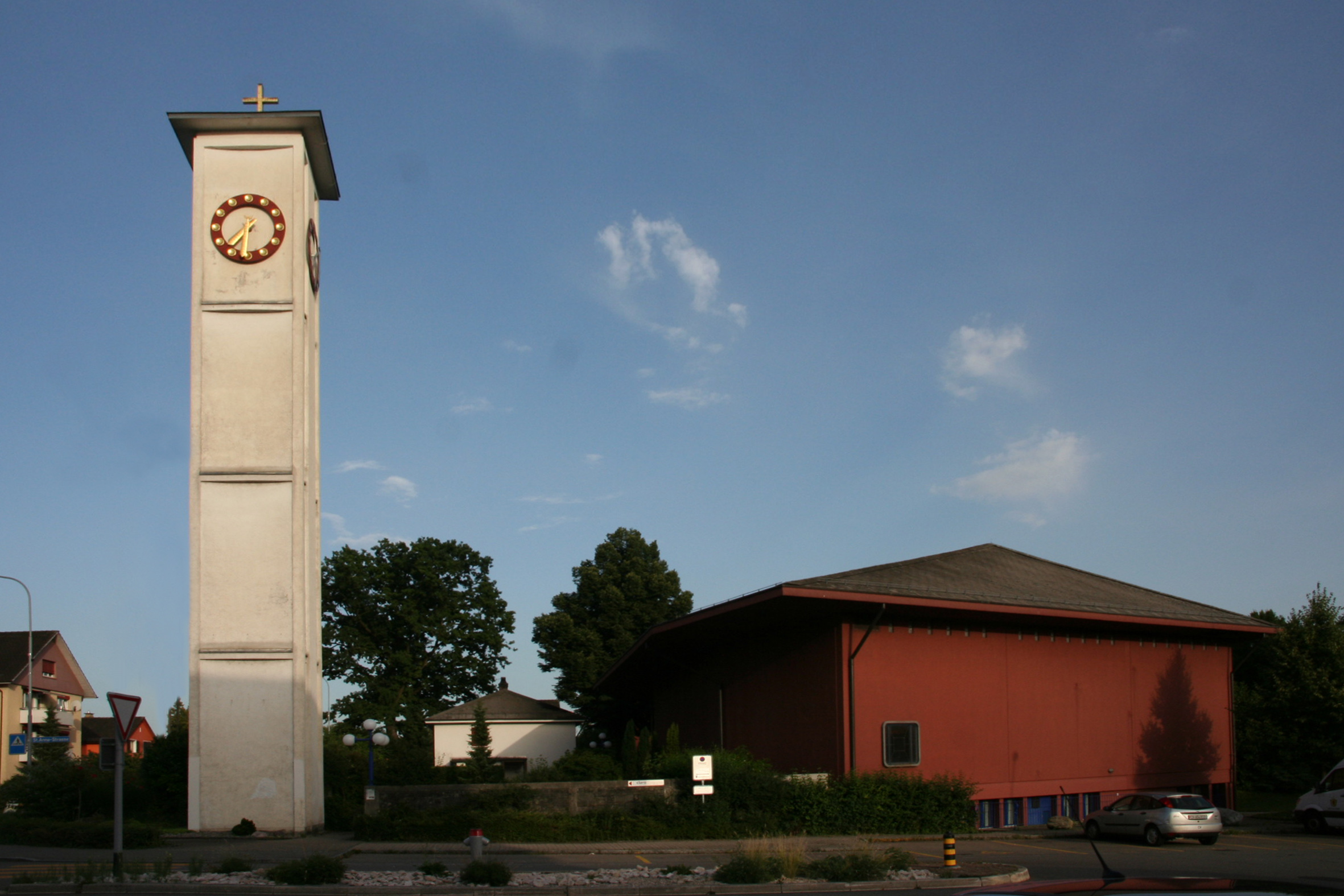
St.-Anna-Kirche, Ansicht von Nordwesten

Die St.-Anna-Kirche ist die römisch-katholische Pfarrkirche von Opfikon-Glattbrugg, das nördlich an die Stadt Zürich angrenzt und in der Nähe des Flughafens Zürich liegt.

## Geschichte
Die Pfarrei Maria Lourdes (Zürich-Seebach) kaufte 1948 im Zentrum von Glattbrugg das Bauareal für die zukünftige St.-Anna-Kirche. Dank Sammelaktionen und Spenden konnte am 30. Oktober 1955 der Grundstein für die Kirche gelegt werden. Diese wurde nach Plänen des Architekten Kopf, St. Gallen, in den Jahren 1955/1956 erbaut. Der Churer Bischof Christian Caminada weihte die St.-Anna-Kirche am 28. Oktober 1956 zu Ehren der hl. Anna. Er erhob das Gebiet von Opfikon-Glattbrugg am 16. Dezember 1956 zu einer eigenständigen Pfarrei. Seit 1971 wird die Pfarrei von der Priestergemeinschaft «Oratorium des hl. Philipp Neri» betreut.
1974 wurde das unter dem Architekten Manuel Pauli erbaute Pfarreizentrum eingeweiht. In den Jahren 1981/1982 wurde die Kirche nach Plänen des Zürcher Architekten Rudolf Mathys gegen den Lärm der auf dem nahen Flughafen Kloten startenden Flugzeuge isoliert und im Innern völlig umgestaltet. Am 6. Juni 1982 weihte der Bischof von Chur, Johannes Vonderach, die erneuerte Kirche ein.
Die Pfarrei St. Anna zählt mit 4'822 Mitgliedern (Stand 2021) zu den grösseren katholischen Kirchgemeinden des Kantons Zürich.

## Baubeschreibung

### Kirchturm und Äusseres

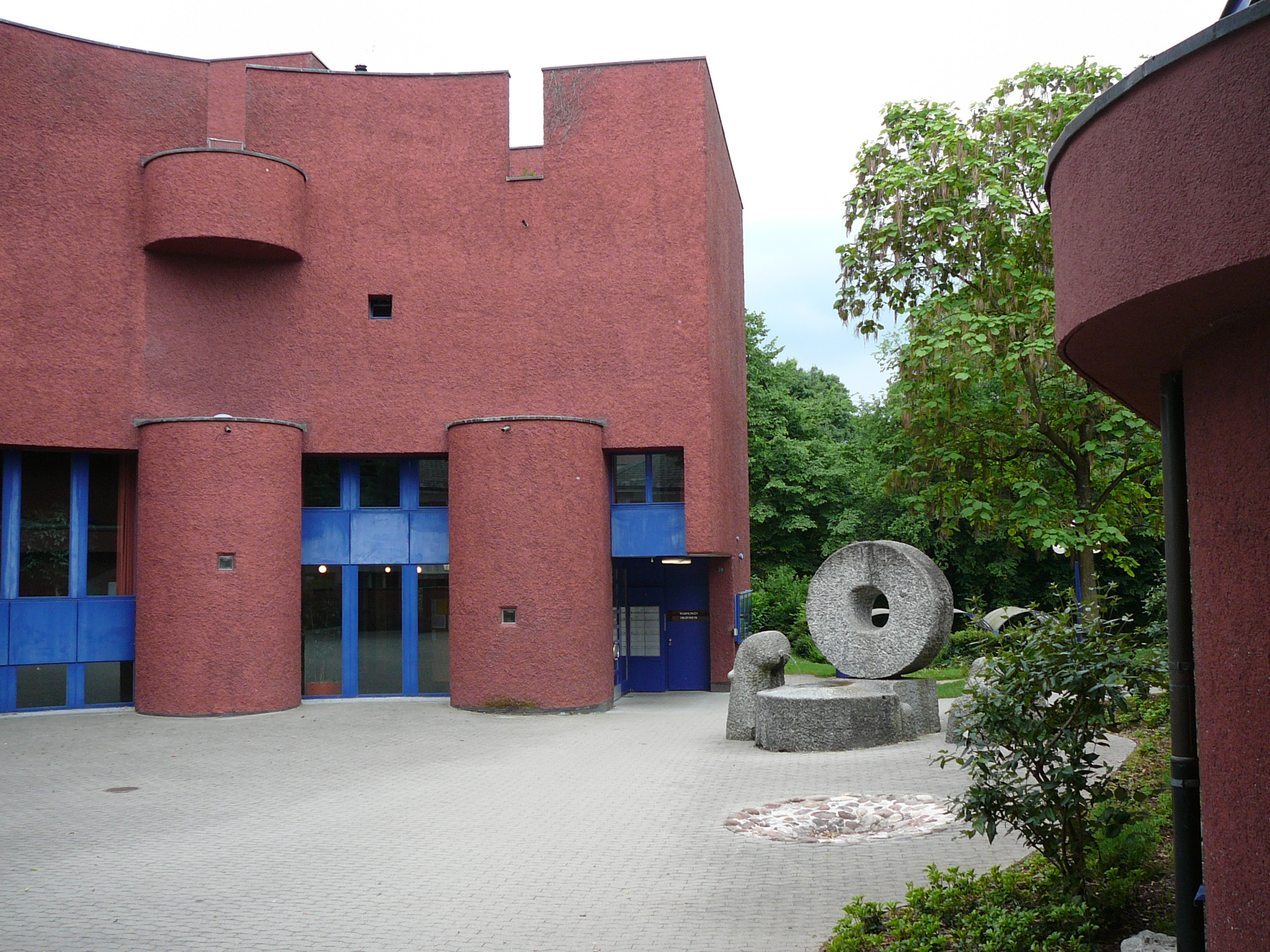
Innenhof zwischen Pfarreizentrum (links) und Kirche (rechts)

Das grosse Dach der Kirche ist tief herabgezogen, sodass die senkrechten Kirchenwände recht niedrig wirken. Der Zugang zur Kirche ist seit der Neugestaltung nicht mehr von der vielbefahrenen Walisellerstrasse her, sondern vom Innenhof, der durch die Kirche und das Pfarreizentrum gebildet wird.
Der freistehende Turm beherbergt vier Glocken, die von der Glockengiesserei H. Rüetschi, Aarau, gegossen wurden. Der Glockenturm steht an der Walisellerstrasse. Seine Gestalt verrät, dass die Kirche älter ist, als sie von aussen und besonders von innen (seit ihrer Umgestaltung von 1981/1982) wirkt.

### Inneres der Kirche
Der grosse Kirchenraum dient als Gottesdienstsaal für die Gemeinde, die angebaute Kapelle lädt zum stillen Gebet ein. Der fünfeckige Kirchenraum gruppiert die Bänke um den Altarraum und setzt damit den Gedanken einer Mahlgemeinschaft von Volk und Priester um.
In die ursprüngliche Kirche von 1956 wurde in den Jahren 1981/1982 eine zweite Kirche hineingebaut. Anlass war der in die schlecht isolierte Kirche dringende störende Fluglärm. Der Architekt Rudolf Mathys löste das Problem, indem er im Innern der Kirche ein zweites Dach errichtete, das auf Säulen und Trägern stehend grosse Schallkörper verbirgt, die den Lärm der Flugzeuge aufnehmen. Ebenfalls isoliert wurden die Wände der Kirche.
Die Glasfenster an der südwestlichen Kirchenwand stammen aus der ersten Ausstattung der Kirche. Vor diesen Fenstern befand sich bis 1982 der Altarraum, was bei Abendgottesdiensten den störenden Nebeneffekt hatte, dass die Gottesdienstbesucher vom Abendlicht geblendet wurden. Bei der Umgestaltung im Jahr 1982 wurden deshalb leicht getönte Schallschutzfenster vor das Kirchenfenster gesetzt und der Altarraum an die südöstliche Kirchenwand versetzt. Ebenfalls im Jahr 1982 wurde die Kapelle mit der Gebetsnische eingebaut.

## Innenausstattung

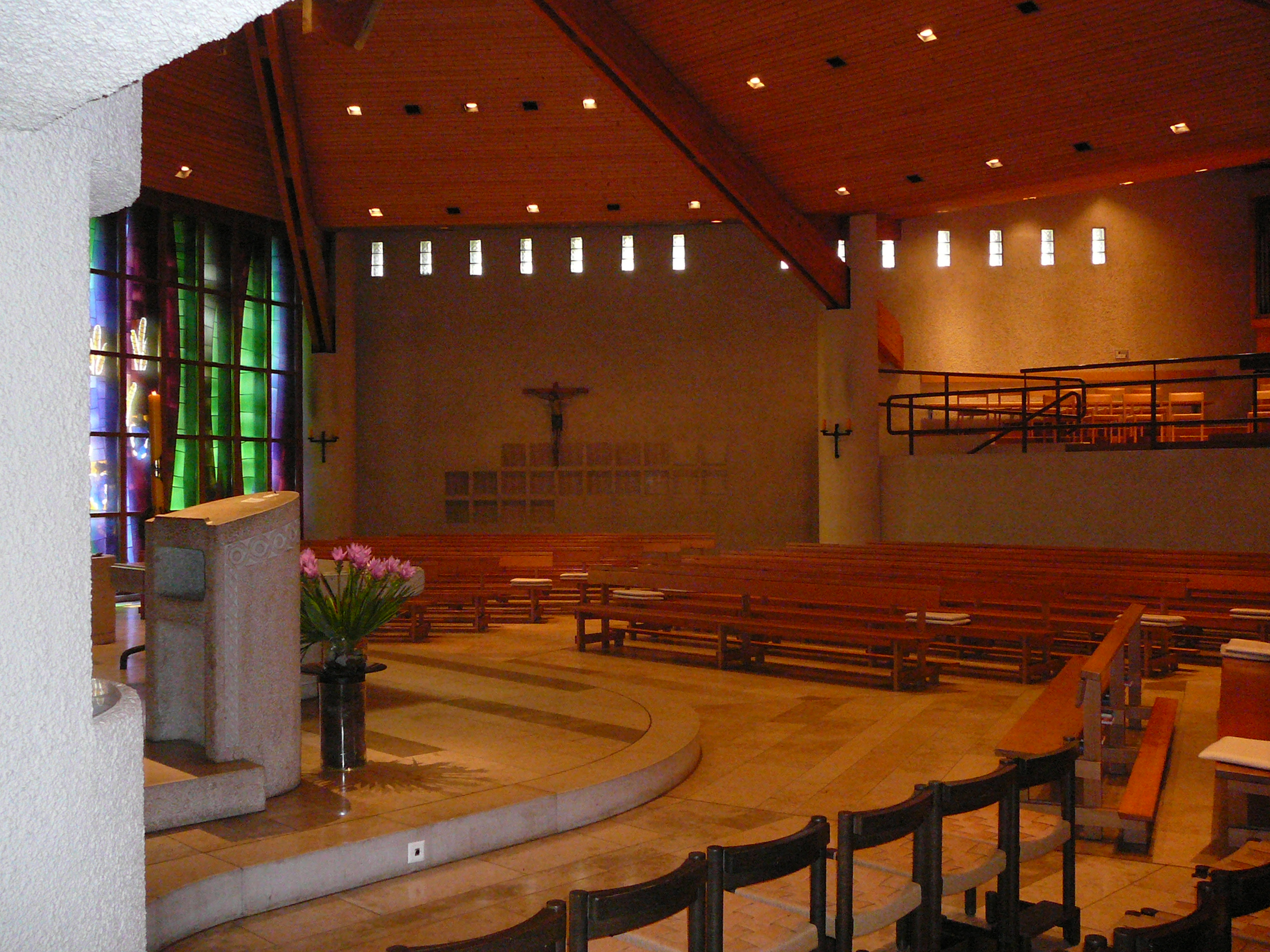
St.-Anna-Kirche, Innenansicht

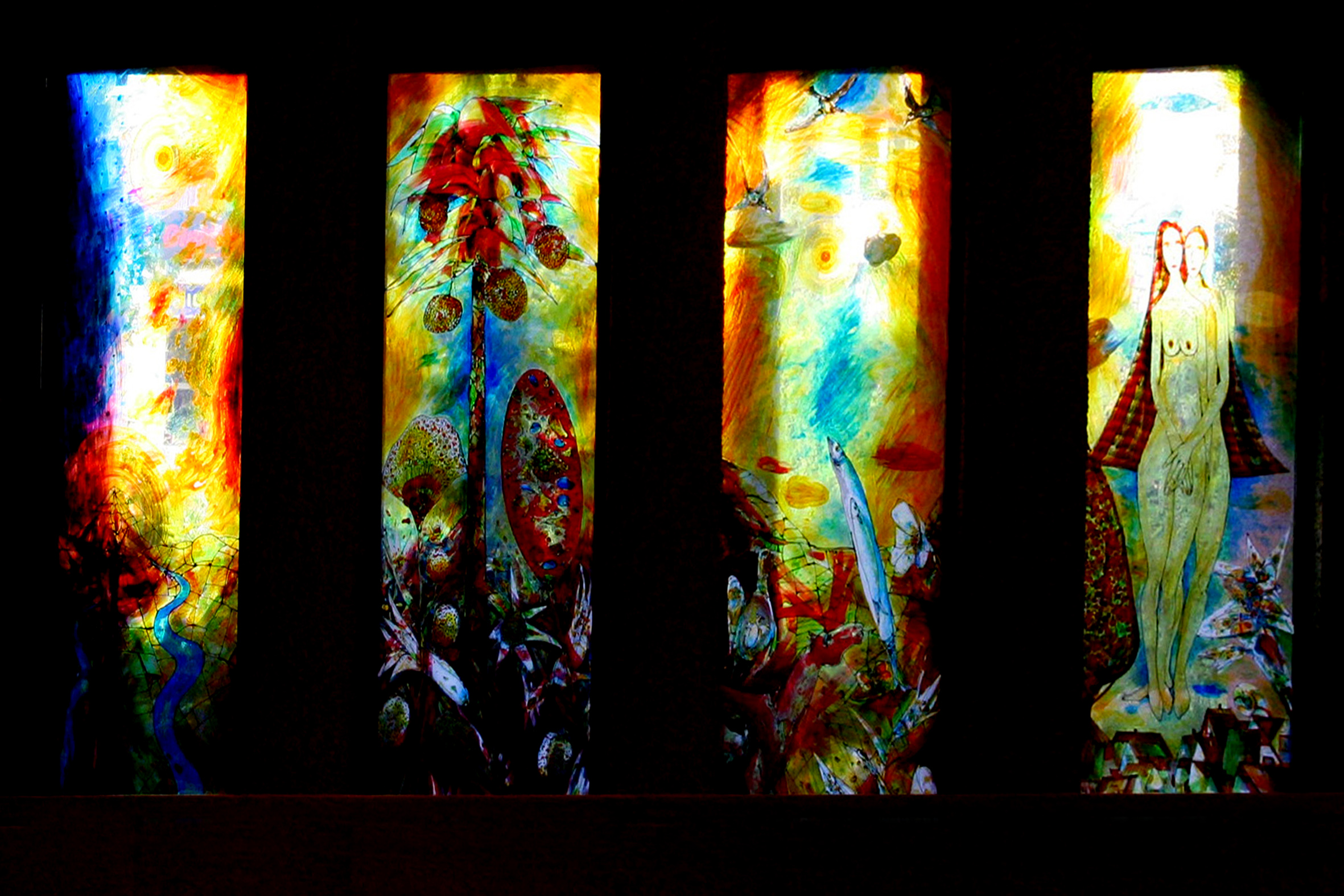
Schöpfungsfenster des Künstlers Jan January Janczak von 2008

Das ideelle Zentrum des Gotteshauses bildet der gläserne Tabernakel mit dem Ziborium. Der Tabernakel ist denn auch von jedem Winkel der Kirchenraumes und von der Kapelle aus gut sichtbar. Er wurde in eine Mauernische links vom Altar eingelassen und wird von der Menora flankiert, die gleichzeitig als Ewiges Licht dient. In der gleichen Formensprache wie die Menora wurde auch der Kandelaber der Osterkerze geschaffen, der aber im Gegensatz zur Menora keine sieben Arme trägt, sondern sich oben zu einer Knospe verdichtet. Geschaffen wurden die Menora und der Kandelaber für die Osterkerze nach Entwürfen von Hans Schwegler, Pfarrer der St.-Anna-Kirche von 1971 bis 1982 und Pfarradministrator seit 2001.
Nach dem Vorbild der Kirche Allerheiligen (Zürich-Neuaffoltern), mit deren Neubau erstmals im Bistum Chur die Konstitution über die heilige Liturgie des Zweiten Vatikanischen Konzils konsequent umgesetzt wurde, befindet sich auch in der St.-Anna-Kirche der Taufstein im vorderen Teil der Kirche, nahe dem Altarraum. Die in Richtung des Taufsteins vorragende Chorwand deutet an, dass in früherer Zeit der Zutritt zur Kirche den Getauften vorbehalten war.
Taufstein, Altar, Ambo und Tabernakel tragen als gemeinsames Gestaltungsmerkmal ein Flechtband, dessen Motiv die Synagoge in Kafarnaum aus dem 4. Jahrhundert und einen Türflügel der Kathedrale Chur aus karolingischer Zeit zierte. Durch dieses Flechtband wird einerseits die Verbundenheit des christlichen Gotteshauses mit dem Judentum ausgedrückt, zum andern die Zugehörigkeit der St.-Anna-Kirche zum Bistum Chur gezeigt.
An der Rückwand der Kirche befindet sich ein romanischer Corpus auf modernem Holzkreuz. Neben diesem Kruzifix werden seit 1982 die Namen aller Verstorbenen der Pfarrei aufgeführt. Da sich der Friedhof von Opfikon-Glattbrugg nicht in der unmittelbaren Nähe der katholischen Kirche befindet, wird mit dem Nennen der Verstorbenen an der Kirchenwand die Verbundenheit der Gemeinde mit ihren früheren Mitgliedern ausgedrückt.
Taufstein, Altar, Ambo, Tabernakel, Sedien für das Ministerium, Wandleuchten, Apostelkerzen und die Türgriffe bei den Kircheneingängen wurden nach Entwürfen des Architekten Rudolf Mathys gestaltet. Die Bildhauerarbeiten (Türgriffe mit den Symbolen der vier Apostel, Taufstein, Altar, Ambo, Sedien) schuf Paulo Rossi, Zürich. Die Kunstwerke aus Bronze wurden von Peter Zollinger, Bischofszell, gefertigt. Die quadratischen Türgriffe, aber auch der ganze Fussboden der Kirche wurden aus Lägern-Kalkstein gemacht, einem Material, das aus einem nahe gelegenen Steinbruch stammt. Damit soll in der Kirchengestaltung der Ortsverbundenheit Ausdruck verliehen werden.
Das derzeit jüngste künstlerische Element der St.-Anna-Kirche stellen die vier Kirchenfenster dar, die die Schöpfungsgeschichte zeigen. Die einzelnen Fenster zeigen die Erschaffung des Universums, der Welt, der Tiere und des Menschen. 2008 wurden diese Glasfenster von Jan January Janczak, Wil, geschaffen.

### Kapelle und Gebetsnische

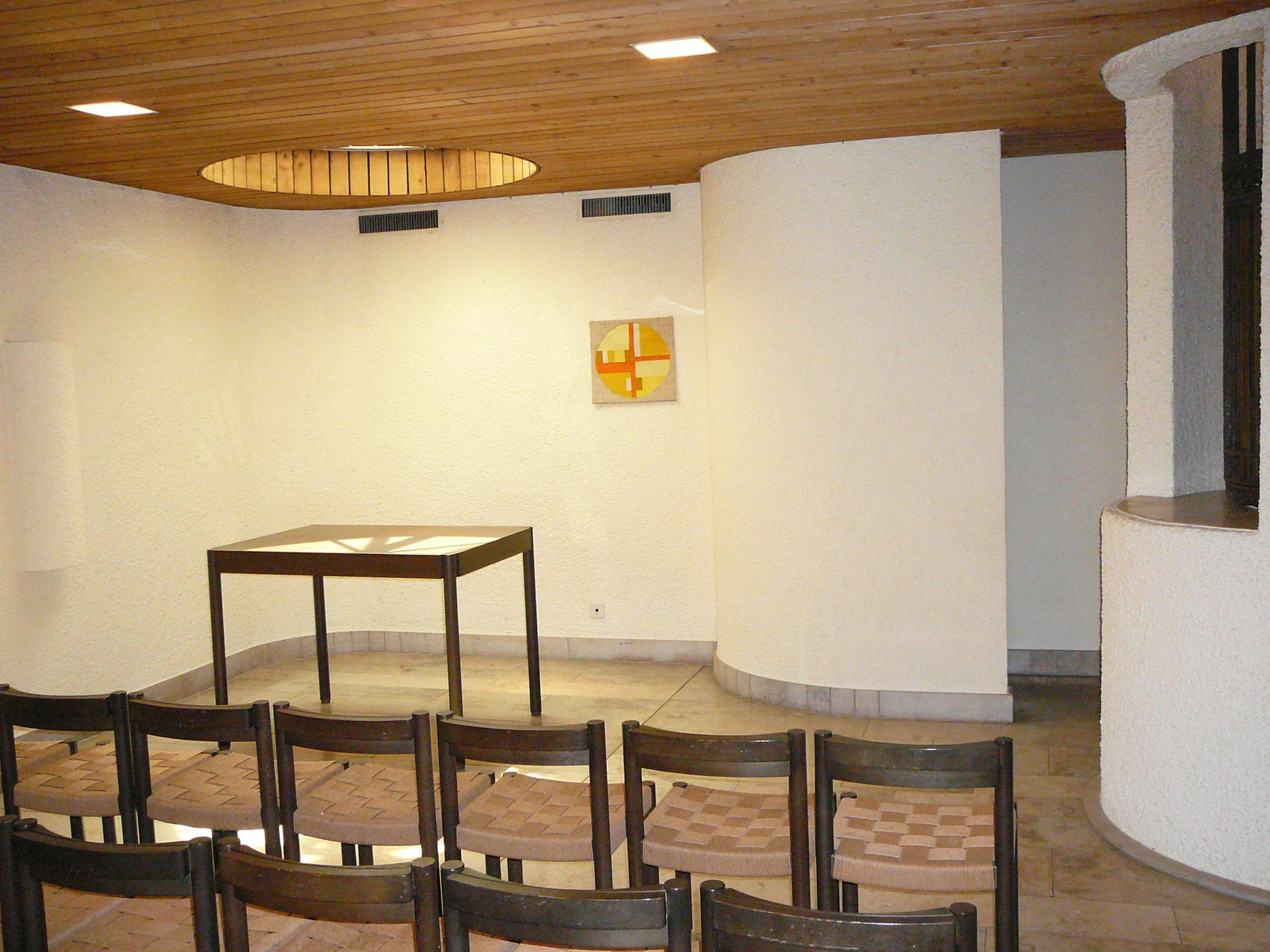
Kapelle der St.-Anna-Kirche

Auf der linken Seite der Chorwand, hinter dem Tabernakel, befindet sich die Kapelle. Im rückwärtigen Teil der Kapelle befindet sich eine Gebetsnische, welche zwei künstlerische Elemente besitzt. Zum einen ist dies ein schmales Kirchenfenster, das vom Künstler Jan January Janczak anlässlich der Einweihung der Kirche 1982 geschaffen wurde und das Magnificat aufgreift. Das andere Kunstwerk hier ist eine polychrom gefasste, aus Holz geschnitzte Anna selbdritt aus dem 18. Jahrhundert. Diese Plastik stellt den Bezug der Kirche zu ihrer Patronin St. Anna dar und soll zum persönlichen Gebet einladen.

### Flügelaltar
Das wohl auffälligste Gestaltungselement der St.-Anna-Kirche ist der Flügelaltar an der Kirchenwand hinter dem Altarbereich. Er stammt vom zeitgenössischen polnischen Künstler Jan January Janczak. Dieser greift mit seinem im Jahr 1982 als Triptychon erschaffenen Werk die Tradition mittelalterlicher Kirchenkunst auf und führt sie in die Moderne.
Der Altar thematisiert als Ganzes die Heilsgeschichte. Das mittlere Tafelbild zeigt den gekreuzigten Jesus im Glanz seiner Auferstehung und im unteren Bildfeld eine Pietà. Je nach Zeit im Kirchenjahr präsentiert der Flügelaltar unterschiedliche Motive: Im Advent werden links der König David im Friedensreich und rechts die Heilung der gekrümmten Frau gezeigt. In der Fastenzeit thematisiert das linke Tafelbild die Rettung am Schilfmeer, das rechte Bild Jakobs Kampf und Traum. In der übrigen Zeit des Kirchenjahrs werden die drei Bilder der Adventszeit ergänzt durch ein Bild ganz links, welches Babel und die Berufung des Abraham zeigt, und ein Bild ganz rechts, welches das Brotbrechen nach Lk 24,13–35  und Apg 2,42–47  thematisiert.

### Orgel

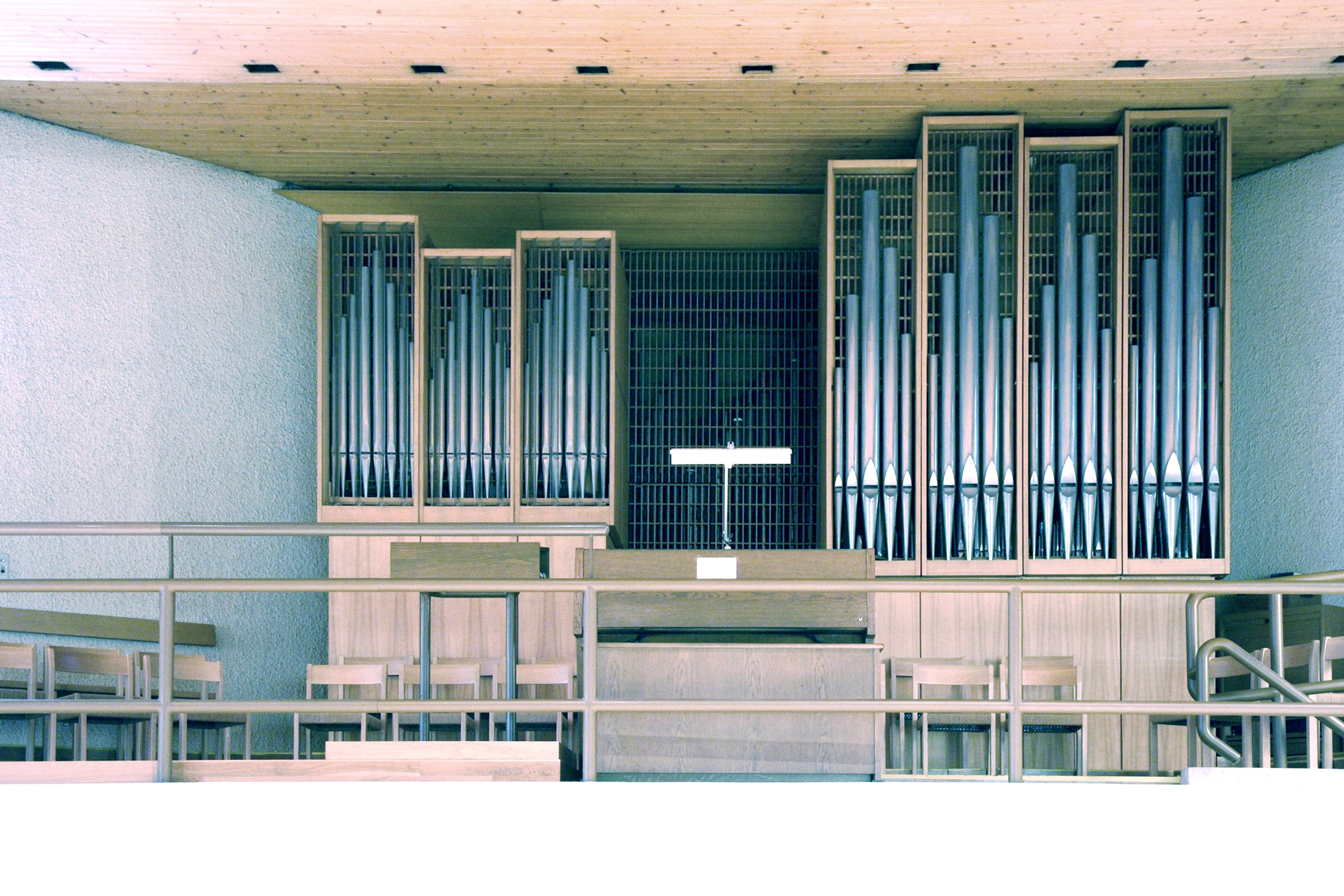
Prospekt der Späth-Orgel von 1971

Die heutige Orgel stammt von 1971 und wurde von der Orgelbaufirma Gebrüder Späth, Rapperswil SG, angefertigt. Das Instrument verfügt über 24 Register, die auf zwei Manuale und Pedal verteilt sind. Die Disposition lautet wie folgt:
| I Hauptwerk C–g3 |       |
| Praestant        | 8′    |
| Holzflöte        | 8′    |
| Harfpfeife       | 8′    |
| Oktave           | 4′    |
| Nachthorn        | 4′    |
| Superoktave      | 2′    |
| Spitzquinte      | 1 ⁄3′ |
| Mixtur           | 1 ⁄3′ |
| Trompete         | 8′    |
| Zinke            | 2′    |

| II Schwellwerk C–g3 |        |
| Rohrgedackt         | 8′     |
| Prinzipal           | 4′     |
| Koppelflöte         | 4′     |
| Nazard              | 2 ⁄3′  |
| Schwiegel           | 2′     |
| Terz                | 1 3⁄5′ |
| Scharff             | 1′     |
| Krummhorn           | 8′     |
| Tremulant           |        |

| Pedal C–f1 |       |
| Subbass    | 16′   |
| Oktave     | 8′    |
| Piano      | 8′    |
| Oktave     | 4′    |
| Rauschbass | 2 ⁄3′ |
| Fagott     | 16′   |

- Koppeln: II/I, I/P, II/P
- Spielhilfen: 2 freie Kombinationen, Crescendo, Absteller Zungen HW, SW, Pd